# Desire (Pharoahe Monch)
Desire è il secondo album del rapper statunitense Pharoahe Monch, pubblicato il 26 giugno 2007 e distribuito da SRC e Universal Motown Records. Nei mercati di Regno Unito e Australia, il prodotto è distribuito anche da Island e Universal Records. Il secondo prodotto solista di Monch arriva otto anni dopo l'esordio: l'album è apprezzato dalla critica. Alle produzioni The Alchemist, Black Milk e Mr. Porter, mentre partecipano all'album Erykah Badu e Dwele.
In diverse edizioni, tra cui quella britannica e quella venduta da Best Buy, sono presenti delle tracce bonus.
| Recensione           | Giudizio |
| -------------------- | -------- |
| AllMusic             | [ 1 ]    |
| About.com            | [ 2 ]    |
| RapReviews           | [ 3 ]    |
| Entertainment Weekly | A        |
| Pitchfork            | [ 5 ]    |
| USA Today            | [ 6 ]    |
| XXL                  | [ 7 ]    |

## Tracce
1. Intro (featuring Candice Anderson & Lenesha Randolph) – 0:32 (musica: Pharoahe Monch)
2. Free (featuring St Juste) – 3:34 (musica: Bo Fingaz, Kellen Ford co-prod., 99 Fingaz basso, Rob chitarra,)
3. Desire (featuring Showtyme & MeLa Machinko) – 3:32 (musica: The Alchemist)
4. Push (featuring Showtyme, MeLa Machinko & Tower of Power) – 2:52 (musica: Pharoahe Monch)
5. Welcome to the Terrordome – 3:31 (musica: Grind Music, Boogie Blind scratches, Doug Wilson missaggio, LV batterie, Sean C. batterie, Arden Altino tastiere)
6. What Is It – 2:56 (musica: Pharoahe Monch, Lee Stone co-prod.)
7. When the Guns Draws (featuring Mr. Porter) – 3:16 (musica: Mr. Porter)
8. Let's Go (featuring MeLa Machinko) – 4:16 (musica: Black Milk, Boogie Blind scratches)
9. Body Baby (featuring Candice Anderson & Lenesha Randolph) – 3:18 (musica: Pharoahe Monch, Mr. Porter co-prod.)
10. Bar Tap (featuring MeLa Machinko) – 3:08 (musica: Black Milk)
11. Hold On (featuring Erykah Badu) – 3:49 (musica: Lee Stone)
12. So Good – 3:15 (musica: Pharoahe Monch, Mike Chav chitarra)
13. Trilogy – 9:22 (musica: Mr. Porter)

Durata totale: 47:21

## Classifiche

### Classifiche settimanali
| Classifica (2007)         | Posizione massima |
| ------------------------- | ----------------- |
| Stati Uniti               | 58                |
| US Tastemaker Albums      | 12                |
| US Top Rap Albums         | 5                 |
| US Top R&B/Hip-Hop Albums | 13                |